# Gussinojesee
Der Gussinojesee (russisch Гусиное озеро; burjatisch Галуута нуур, Galuuta nuur, „Gänsesee“) ist ein 164,7 Quadratkilometer großer und bis zu 28 Meter tiefer Süßwassersee in Burjatien, Russland, etwa 120 km von Ulan-Ude entfernt nahe der Grenze zur Mongolei. 
An seinem nordöstlichen Ufer liegt die Stadt Gussinoosjorsk, am gegenüberliegenden südwestlichen Ende liegt eine 1741 gegründete buddhistische Klosteranlage, der Tamtschinski-Dazan.